# François Bonamy
Pour les articles homonymes, voir Bonamy.
Pour les autres membres de la famille, voir Famille Bonamy.
François Bonamy (10 mai 1710, Nantes - 5 janvier 1786, Nantes), est un médecin et botaniste français.

## Biographie
Issu de la famille famille Bonamy, François Bonamy est le fils de François Bonamy (1676-1743), maître apothicaire à Nantes, et de  Perrine Rose Gravay de Hautefeuille. Marié à Perrine Laurence Julie Guyard du Pierré, fille d'un armateur nantais, il est notamment le grand-père d'Eugène Charles Bonamy d'Auguste Bonamy et de Paul Proust de La Gironière, ainsi que le beau-père de Pierre-Louis Athénas et de Louis François René Girard de La Cantrie.
Médecin et botaniste nantais, il enseigne la botanique pendant près de 50 ans, gratuitement et en public. À ses frais, il entretient un jardin botanique exotique.
Membre fondateur de la Société d'agriculture de Bretagne (la première en France), il est l'auteur de Flore des environs de Nantes paru en 1782.
Il est docteur-régent et doyen de la faculté de médecine de Nantes, procureur général, puis recteur de l'Université royale de Nantes. Directeur de l'établissement du Jardin des plantes de Nantes en 1737, il est le médecin personnel de Barrin de la Galissonnière.
En 1764 grâce à un rameau ramené par un jeune apothicaire, le sieur Louvrier, Bonamy identifie le laurier tulipier ou Magnolia grandiflora planté vers 1731 à la Maillardière près de Rezé par René Darquistade, autre maire de Nantes. Quelques années plus tard, avec l'aide du jardinier Moreau, Bonamy tente et réussit à plusieurs reprises des marcottes aériennes mais hélas, à chaque fois, celles-ci sont volées. La quatrième année, leur patience est enfin récompensée et les rejetons du fameux arbre contribueront, de parc en jardin, à affirmer la notoriété botanique de Nantes.
Lorsque Bonamy cesse ses activités en 1780, c'est Armand Prudent Lemerle qui lui succède.

## Publications
- Florae Nannetensis prodromus... curante magistro Francisco Bonamy, Flore des environs de Nantes.   Nannetis : ex typ. Brun, 1782.
- Addenda ad Florae Nannetensis prodromum, curante magistro Francisco Bonamy. Nannetis : ex typ. Brun, 1785.